# Corinna Kuhnle
Corinna Kuhnle (née le 4 juillet 1987 à Vienne) est une kayakiste autrichienne pratiquant le slalom.

## Palmarès

### Championnats du monde de canoë-kayak slalom
- 2017 à Pau,  France
  -  Médaille d'argent en K-1 par équipe
- 2014 à Deep Creek Lake,  États-Unis
  -  Médaille d'argent en K-1 par équipe
- 2011 à Bratislava,  Slovaquie
  -  Médaille d'or en K-1
- 2010 à Tacen,  Slovénie
  -  Médaille d'or en K-1
- 2005 à Sydney,  Australie
  -  Médaille de bronze en K-1 par équipe

### Championnats d'Europe de canoë-kayak slalom
- 2021 à Ivrée  Italie
  -  Médaille d'or en K1
  -  Médaille d'argent en K1 par équipe
  -  Médaille d'argent en K1 extrême
- 2020 à Prague  Tchéquie
  -  Médaille de bronze en K1 par équipe

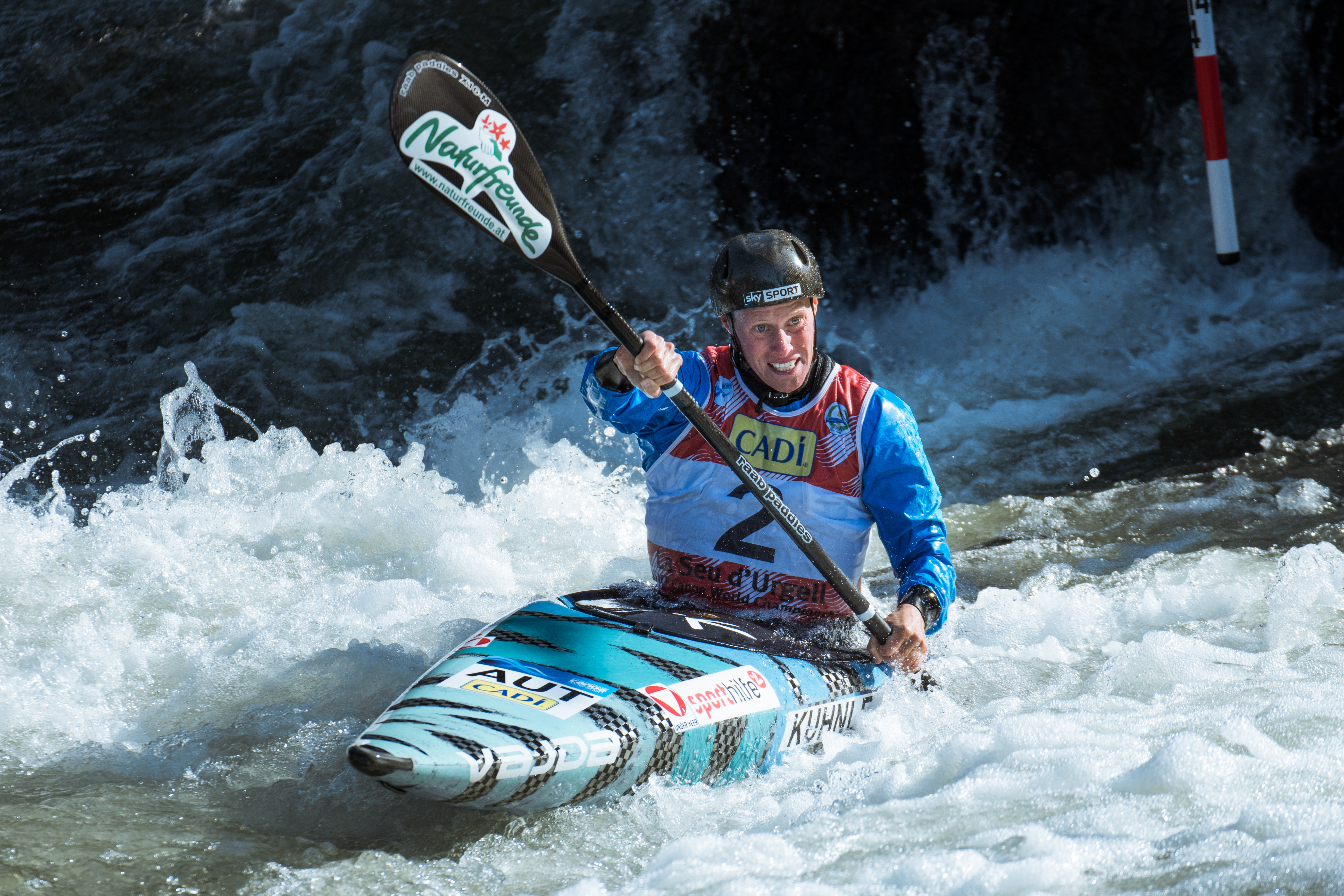
Corinna Kuhnle aux Championnats du monde de slalom 2019.

- 2019 à Pau  France
  -  Médaille de bronze en K1 par équipe
- 2018 à Prague  Tchéquie
  -  Médaille d'argent en K1
  -  Médaille d'argent en K1 par équipe
- 2017 à Tacen  Slovénie
  -  Médaille d'or en K1
- 2011 à La Seu d'Urgell  Espagne
  -  Médaille d'argent en K1 par équipe
- 2010 à Čunovo  Slovaquie
  -  Médaille d'argent en K1
- 2005 à Tacen  Slovénie
  -  Médaille de bronze en K1 par équipe